# 파나마의 국장

파나마의 국장

파나마의 국장은 1904년 6월 4일에 제정되었다.
국장 가운데에는 다섯 개의 작은 공간으로 나뉜 방패가 그려져 있으며 방패 가운데에는 떠오르는 태양과 달이 그려져 있다. 방패 왼쪽 상단에는 은색 바탕에 칼과 매달려 있는 총이 그려져 있고 방패 오른쪽 상단에는 빨간색 바탕에 엇갈린 채로 놓여 있는 삽과 괭이가 그려져 있다. 칼과 총은 스페인과 콜롬비아로부터의 독립을 위한 투쟁을, 삽과 괭이는 노동을 의미한다.
방패 왼쪽 하단에는 파란색 바탕에 뿔이 그려져 있으며 방패 오른쪽 하단에는 은색 바탕에 날개가 달린 바퀴가 그려져 있다. 뿔은 풍요를, 날개가 달린 바퀴는 진보를 의미한다. 방패 양쪽에는 엇갈린 채로 게양되어 있는 네 개의 파나마의 국기가 그려져 있다.
방패 위쪽에는 날개를 펼친 독수리가 그려져 있으며 독수리 위에는 열 개의 별이 그려져 있다. 독수리는 주권을, 열 개의 별은 파나마를 구성하는 10개의 주를 의미한다. 독수리가 부리에 물고 있는 리본에는 파나마의 나라 표어인 "세계의 이익을 위하여"("Pro Mundi Beneficio")가 라틴어로 쓰여 있다.

## 같이 보기
- 파나마의 국기